# Dziewicza Góra (osada leśna)
Dziewicza Góra (niem. Annaberg) – nieoficjalna osada leśna wsi Kliny położona w województwie wielkopolskim, powiecie poznańskim, gminie Czerwonak, sołectwie Czerwonak, w Nadleśnictwie Łopuchówko. Siedziba Ośrodka Edukacji Przyrodniczo-Leśnej Dziewicza Góra.
Osada położona jest pośród kompleksów leśnych Puszczy Zielonki, na terenie Parku Krajobrazowego Puszcza Zielonka, około 1,7 km na północny zachód od szczytu Dziewiczej Góry. Dawniej stanowiła siedzibę leśnictwa Dziewicza Góra (niem. Annaberg). Zachowane są zabudowania o konstrukcji szachulcowej z końca XIX wieku, a także chata podcieniem z początku XX wieku. Przez osadę przebiegają szlaki turystyczne i rowerowe.
Na terenie osady znajdują się:
- Ośrodek Edukacji Przyrodniczo-Leśnej Dziewicza Góra w Czerwonaku,
- zabudowania dawnego leśnictwa,
- grupa drzew pomnikowych (częściowo suchych),
- przydrożny krzyż drewniany,
- głaz pamiątkowy ustawiony przez Nadleśnictwo Czerwonak, upamiętniający pożar lasów Puszczy Zielonki w 1992 (spłonęło około 250 ha).